# London After Midnight (Band)
London After Midnight (kurz LAM) ist eine Rockband aus Los Angeles/USA, die um 1990 von dem Sänger Sean Brennan gegründet wurde.

## Geschichte
1995 erschien das erste Album, Selected Scenes from the End of the World, auf dem Lieder wie Revenge, Sacrifice und Your Best Nightmare verewigt wurden. Ein Jahr später folgte dann Psycho Magnet, auf dem u. a. Where Good Girls Go to Die, Kiss, Ruins oder Shatter (All My Dead Friends) zu hören sind.
Nach diesen beiden Alben, die sie sofort zum Geheimtipp avancieren ließen, folgten Oddities und das Video Innocence Lost, Anfang 2003 wurden die ersten beiden Alben als neu veröffentlicht, digital remastered mit Poster, neuem Artwork und neuen, bis dato unveröffentlichten Bonustracks.
Am 26. Oktober 2007 wurde das bislang letzte Studioalbum Violent Acts of Beauty veröffentlicht. Eine Demoversion des Liedes Fear war bereits auf dem 2005 veröffentlichten, offiziellen Soundtrack zu Saw II zu hören.
LAM bekennen sich offiziell zum Veganismus, unterstützen den Tierschutz und die Ausprägung der Tierrechte, ermuntern ihre Fans, den Wahlen beizuwohnen und vertreten insgesamt eine politisch liberale Einstellung.

## Stil
Trotz einzelner Gothic-Rock-Songs, wie dem Track Shatter (All My Dead Friends), und gewisser Parallelen und häufiger Vergleiche betonen LAM immer wieder, dass sie keine Gothic-Rock-Band seien. Eher lassen sich im Gesamtschaffen Parallelen zu Hard Rock, Alternative Rock und Death-Rock erkennen. Mit dem neuen Werk Violent Acts of Beauty wandelte die Band ihren Stil in Richtung Synth Rock/Crossover.

## Diskografie

### Demos
- 1991: London After Midnight
- 1992: Selected Scenes from the End of the World
- 1994: Ruins
- 1995: Psycho Magnet

### Studioalben
- 1995: Selected Scenes from the End of the World (Wiederveröffentlichung 2003)
- 1996: Psycho Magnet (Wiederveröffentlichung 2003)
- 1998: Oddities (Remixes, rare Lieder usw.)
- 2007: Violent Acts of Beauty
- 2019: Selected Scenes from the End of the World: 9119
- 2021: Live From Isolation
- 2022: Oddities Too

### EPs
- 1995: Kiss